# Лом и Джерем
Лом и Джерем (фр. Lom-et-Djérem) — один из 4 департаментов Восточного региона Камеруна. Находится в северной части региона, занимая площадь в 26 345 км².
Административным центром департамента является город Бертуа (фр. Bertoua). Граничит с Центральноафриканской Республикой на востоке, а также департаментами: Мбере (на севере), Джерем (на севере), Мбам и Ким (на западе), От-Санага (на западе), От-Ньонг (на юге) и Кадеи (на юго-востоке).

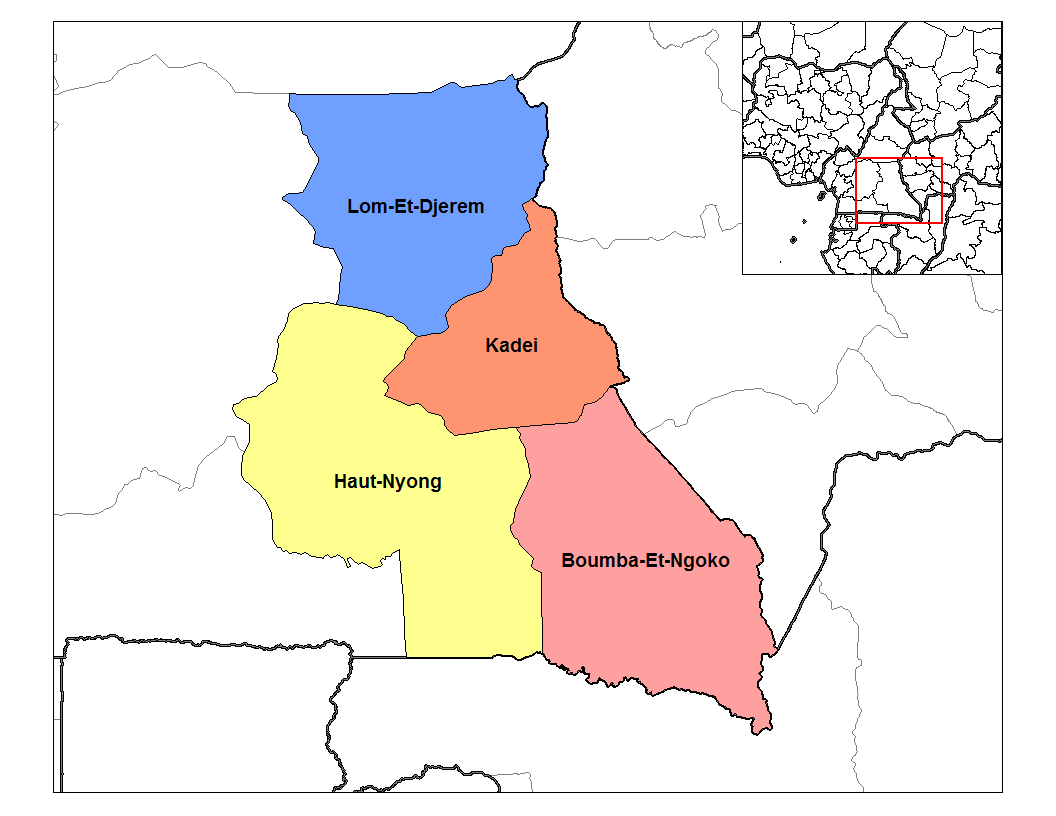
Департамент Лом и Джерем на карте Восточного региона

## Административное деление
Департамент Лом и Джерем подразделяется на 8 коммун:
1. Белабо (фр. Bélabo)
2. Бертуа (фр. Bertoua) (городская коммуна)
3. Бертуа (фр. Bertoua) (сельская коммуна)
4. Бетаре- (фр. Bétaré-Oya)
5. Диан (фр. Diang)
6. Гаруа-Булаи (фр. Garoua-Boulaï)
7. Манджу (фр. Mandjou)
8. Нгура (фр. Ngoura)